# Вера Куртић
Вера Куртић је ромска феминистичка активисткиња из Србије, ауторка књиге Џувљарке: лезбејска егзистенција Ромкиња, прве која говори о нехетеронормативној женској сексуалности Ромкиња.

## Биографија
Вера је из Ниша. Студирала је социологију и комуникологију на Универзитету у Нишу. Њен активизам обухвата борбу за права Рома, ЛГБТ+ особа, жена и животиња. У својим радовима, такође, говори о родној свести и веганству.
Чланица је организације за права жена Женски простор, основане 1998. године у Нишу, а њен извршни координатор била је до 2019. године. Основала је Ромску женску мрежу Србије и покренула неформалнију организацију ЛГБТ+ ромске заједнице. Успоставила је кампању „Месец ромског женског активизма”. До 2020. године радила је у Савету Европе у оквиру програма „ROMACTED”.
Њена истраживања баве се интерсекционалношћу пола, сексуалне оријентације, расе и националности и присуством маргинализованих група у друштвеном простору. Ауторка је књиге Џувљарке: ромска лезбејска егзистенција која говори о дискриминацији са којом се ромске лезбијке суочавају. То је прва књига која говори о нехетеронормативној сексуалности ромских жена. Сарађивала је и са ромском социолошкињом Јеленом Јовановић.

## Изабрана дела
- Џувљарке – лезбeјска егзистенција Ромкиња, Женски простор (2013)
- Род, етничка припадност и активизам: „Чудо је кад не одустанемо...” Часопис за сиромаштво и социјалну правду 26, бр. 1 (2018): 77-94[12]
- Ромско женско пријатељство, оснаживање и политике – Погледи на ромски феминизам у Србији и шире, Ромски женски покрет. Routledge, 2018. 135-158[13]
- Жене на селу и месне заједнице - од невидљивости до утицаја у локалним заједницама, Удружење грађана Романи цикна, Крушевац (2022)[14]